# وود گرین
latitudeوود گرینlongitudeوود گرین
وود گرین (به انگلیسی: Wood Green) نام یکی از ناحیه‌های منطقه هرینگی لندن است که در محدوده شمالی لندن بزرگ واقع شده‌است. این ناحیه، دارای مساحتی به میزان ۱۰٫۸ کیلومتر است.